# Lietzen
Lietzen è un comune di 696 abitanti del Brandeburgo, in Germania.

Appartiene al circondario del Märkisch-Oderland ed è parte della comunità amministrativa Seelow-Land.

## Monumenti e luoghi d'interesse
Chiesa (Dorfkirche)Edificio eretto nel Trecento con torre di facciata in legno del 1729.